# 羽田奈央
羽田 奈央（はねだ なお、1991年3月5日 - ）は、日本のグラビアアイドルである。
東京都出身。マインズ所属。

## 略歴
2012年3月、サイパンにて撮影されたDVD『やわらかな曲線』により、デビュー。同年6月、長野県にて撮影された2枚目のDVD『escalate』をリリース。9月には、パタヤにて撮影された3枚目のDVD『Peach Bomb』をリリースした。

## 人物
- 熊田曜子や安めぐみのグラビアを参考にしてポーズを研究している[5]。
- 憧れのグラビアアイドルとして吉木りさと篠崎愛を挙げている[6]。
- 今後は「元気でセクシーなグラビアアイドル」として活動したいと語っている[7]。

## 作品

### DVD
- やわらかな曲線（2012年3月23日、竹書房）
- escalate（2012年6月22日、イーネット・フロンティア）
- Peach Bomb（2012年9月21日、M.B.D.メディアブランド）
- とろける感触（2012年11月25日、ターンテーブル）